# 梅特基夫
50°43′43″N 26°10′33″E / 50.72861°N 26.17583°E
梅特基夫（烏克蘭語：Метків），是烏克蘭西北部里夫内州里夫内区霍羅多克市鎮的村落。面積0.29平方公里，海拔高度172米，2001年人口124，人口密度每平方公里427.6人。